# UN Special
 (novembre 2010).
Si vous disposez d'ouvrages ou d'articles de référence ou si vous connaissez des sites web de qualité traitant du thème abordé ici, merci de compléter l'article en donnant les références utiles à sa vérifiabilité et en les liant à la section « Notes et références ».
UN Special, ancien magazine des fonctionnaires internationaux à Genève, a été fondé en 1949 et a circulé sans interruption jusqu'en décembre 2019. À partir de 2020, les associations du personnel des deux organisations copropriétaires du magazine ont pris des chemins différents, chacune ayant sa propre publication : UN Today pour le Syndicat du personnel des Nations unies et NewSpecial pour l'Organisation mondiale de la santé et d'autres organisations internationales. L'utilisation du nom, du logo et des emblèmes des Nations unies est conservée par UN Today exclusivement dans le nom du magazine, mais le groupe de rédacteurs de NewSpecial comprend des membres du personnel des Nations unies, des diplomates et d'autres personnes.